# 6747 Одзеґахара
6747 Одзеґахара (6747 Ozegahara) — астероїд головного поясу, відкритий 20 жовтня 1995 року.
Тіссеранів параметр щодо Юпітера — 3,243.
Названо на честь Одзеґахара (яп. おぜがはら(尾瀬ヶ原)).